# NGC 133
NGC 133 est un amas ouvert qui environ trois douzaines d'étoiles de magnitude allant de 11 à 9. L'astronome prussien Heinrich d'Arrest a découvert cet amas en 1865.
NGC 133 est à environ 630 pc (∼2 050 al) du système solaire et les dernières estimations donnent un âge de 10 millions d'années. La taille apparente de l'amas est de 3 minutes d'arc.
Selon la classification des amas ouverts de Robert Trumpler, NGC 133 renferme moins de 50 étoiles (lettre p) dont la concentration est faible (IV) et dont les magnitudes se répartissent sur un petit intervalle (le chiffre 1).